# Free Hole Negro
Free Hole Negro es una banda de Free Hop
Esta agrupación surge en Cuba el 4 de diciembre de 1999 bajo las influencias del hip hop underground de la Habana y bajo un estilo muy particular que han denominado Free hop, buscan fusionar tendencias musicales internacionales con ritmos cubanos tradicionales. Esto da como resultado una creación diferente, actual y con personalidad propia.
El nombre de Free Hole Negro es un juego de palabras que presenta una síntesis de energía, los agujeros negros del espacio y el frijol negro, una comida popular cubana.
Su primer álbum, Superfinos Negros, es la reafirmación de cinco años de trabajo y de la defensa de una forma de vida más natural optimista y positiva. Después de una gira por Europa y Asia de 5 años, han vuelto con el CD Listos Pa' La Lucha, reafirmando y defendiendo su estilo musical.

## Miembros
- Lester Martínez (Alkaline) [Mc ,productor musical
- Leonardo Pérez (LEO)[cantante,Mc,productor musical
- Jorge Luis Borges (PAPOU FREE) [Mc
- Frank Kennedy (FRANKY FAZZ)[cantante,Mc,productor musical

## Álbumes
- Superfinos Negros (2005)
- LISTOS PA`LA LUCHA (2012)